# مقاطعة كوك (تينيسي)
مقاطعة كوك (بالإنجليزية: Cocke County, Tennessee)‏ هي إحدى مقاطعات ولاية تينيسي في الولايات المتحدة. ، وتبلغ مساحتها 1148 كم2، بلغ عدد سكانها 35662 نسمة في عام 2010 حسب إحصاء مكتب تعداد الولايات المتحدة وتصل الكثافة السكانية فيها 14 نسمة/كم2.

## أعلام
- غريس مور
- فيليكس أ. ريف

## وصلات خارجية
- cockecounty.net